# ルクスエア9642便墜落事故
ルクスエア9642便墜落事故（ルクスエア9642びんついらくじこ）は、2002年11月6日にルクセンブルクで発生した航空事故である。ベルリン・テンペルホーフ空港からルクセンブルク＝フィンデル空港へ向かっていたルクスエア9642便（フォッカー 50）が着陸進入中に墜落し、乗員乗客22人中20人が死亡した。
2025年1月時点でルクセンブルク最悪の航空事故である。

## 飛行の詳細

### 事故機
事故機のフォッカー 50（LX-LGB）は1991年に製造番号20221として製造され、同年にルクスエアに納入された。事故発生までの飛行時間は21,836時間で、24,068回の飛行を経験していた。ルクスエアによると、整備は正常に行われ、5月4日の飛行の後に整備入りした後、最後に残っていた、アンチスキッドシステムが動作しない不具合が事故の1日前に修正され、事故当日に運用に復帰していた。

### 乗務員
機長は26歳で、合計4,242時間の飛行時間のうち2,864時間フォッカー 50に乗務していた。副操縦士は32歳で、飛行時間1,156時間のうち同型機の乗務時間は443時間だった。その他に客室乗務員が1人乗務していた。いずれもルクセンブルク人だった。

## 事故の経緯
9642便は現地時間午前7:40頃にベルリン・テンペルホーフ空港を離陸し、巡航までは特に問題なく飛行していた。8:55頃、パイロットがATISを確認したところ、滑走路の視程が、フォッカー 50の着陸にあたり最低限確保しておくべきとされる300(単位はメートル)を下回る275で、空港周辺には濃い霧が立ち込めていた。パイロットは天気が快復するまで待つか、別の空港にダイバートするかの選択になり、結果予定通りフィンデル空港に向かうことにした。その後数分して再びATISを確認したが、状況は改善していなかった。その後、副操縦士が乗客に霧の報告をしている間に、カーゴルックス航空の航空機の離陸を利用して霧が晴れていることを狙ったが外れ、結局フィンデル空港のホールディングパターンに入ることになった。しかし、その進入の最中に、管制が突然方向転換と3,000フィート(910メートル)への降下を指示し、副操縦士は困惑して機長に確認を取るものの、その後も驚いているようだった。
パイロット達は管制の意図が分からず、着陸進入の準備として滑走路視程を確認したが、何度見ても最低限確保するべき距離に満たなかった。管制の意図は着陸進入であったことはその後伝えられた。気象条件が基準を満たしていないためパイロット達は困惑したが、このことを管制に伝えなかったため、管制はこの基準となる距離について把握していなかった。さらに9642便はフィンデル空港に着陸する最初の機であることが分かり、パイロット達は大急ぎで進入の準備をした。
着陸進入にあたり、機は3,000フィートで水平飛行し、最終進入地点のビーコン「ELU」に到達しようとしていた。ILSの電波を捕捉したあと、滑走路視程を再び確認すると、275から250に下がっており、明らかに視程が低すぎるため、ここでようやくパイロットは管制に視程の問題を伝えた。ELUに到達し、視程が改善していないため、9:04頃、ゴーアラウンドを宣告した。
しかし、その10秒後に、管制が視程が300に上昇したと伝えた。着陸にあたり用意するべき最低限の距離が確保されたため、パイロット達は一転してそのまま着陸することにした。
ELUを通り過ぎても少しの間水平飛行していたため、この時高度はグライドスロープを若干上回っていた。機長はエンジン出力を下げることで高度を下げることを提案したが、副操縦士はそれでは間に合わないかもしれないと返した。副操縦士はその後フィンデルへの着陸準備ができたとし、ランディングギアが展開された。それと同時にプロペラが加速し、騒音が発生した。すると、機の速度・高度が共に急激に低下した。パイロット達は逆推力の発動に気づき、機体を立て直すため、機長はスラストレバーを限界まで前に倒し、副操縦士はフラップを格納したが、機体を立て直すことはできなかった。
最終手段として、パイロット達は両エンジンをシャットダウンしたが、急降下は止まらず、墜落を悟ってできる限りのフレア操作を行い、衝撃を弱めようとした。現地時間9:05に、9642便は地表にぶつかり、ルクセンブルク国道1号線を横切って滑り、最終的に土手に衝突して停止し、火災が発生した。停止地点は滑走路から北に700メートルの空き地だった。

## 反応
突然9642便からの交信が途絶え、レーダーからも消失したため、管制は繰り返し交信を試みたが、反応がなかったため、フィンデル空港の緊急部隊が出動した。目撃者により電話が入ったことによりようやく墜落が確定した。一方、現地のタクシードライバーが墜落現場に到着し、生存者の叫びが聞こえるため救助を試みたところ、機体は騒音ののち数秒で燃え上がった。霧はあまりにも濃く、近隣住民の多くは墜落にすぐには気が付かなかったという。

### 犠牲者

座席表(コックピット部分除く)。🟥=死亡、🟩=生存、🟦=客室乗務員(死亡)。

乗員乗客22人のうち、合計で20人が死亡した。当初生存者は5人いたが3人が怪我により死亡した。
| 国籍           | 乗客 | 乗客 | 乗員 | 乗員 | 合計 | 合計 |
| 国籍           | 合計 | 死亡 | 合計 | 死亡 | 合計 | 死亡 |
| -------------- | ---- | ---- | ---- | ---- | ---- | ---- |
| フランス       | 2    | 1    | 0    | 0    | 2    | 1    |
| ドイツ         | 15   | 15   | 0    | 0    | 15   | 15   |
| ルクセンブルク | 2    | 2    | 3    | 2    | 5    | 4    |
| 合計           | 19   | 18   | 3    | 2    | 22   | 20   |

乗客のほとんどはドイツ人のビジネスマンだった。最終的に生存したのは2人で、一方は機外に放り出されたフランス人の乗客、もう一人は機長だった。副操縦士は衝撃で死亡したが、機長は耐え、衝撃でコックピットが胴体から外れ、火災に巻き込まれなかったことにより生存できた。彼はコックピットに閉じ込められていたが、コックピットに穴を開けられ救出された。

コックピット部分。火災の影響を受けなかったため、機長が生存した

## 事故の原因
ルクセンブルク技術調査委員会(AET)が調査を行った。まず、メンテナンスには特に問題はなく、唯一あった不具合は事故前日に修正されたアンチスキッドシステムが動作しないものだった。

### 不十分な準備
フィンデル空港にアプローチする際、パイロットはたびたび空港の視程について尋ね、管制は滑走路視程の当時のデータをそのたび返していた。パイロット達は視程がフォッカー 50の着陸には不十分であることを心配し、ホールディングパターンで天気の好転まで待機することにしていたが、視程が不十分であることを管制に伝えなかった。その結果管制に視程にかかわらず着陸進入が可能であると思われてしまい、逆にパイロット達は着陸許可が下りるまで少し時間があると思い着陸進入の準備をしなかった。
ホールディングパターンに9642便が進入しようとした際、管制はホールディングパターンの空きが別のルクスエア機3機などによりほぼなくなっていたことに気づき、即座にそのうちの1機に着陸を行わせることで空けようとした。このために、偶然9642便が最も都合が良く、それにより同便のパイロットに着陸進入の開始を指示した。これに驚いた両パイロットは慌てて着陸準備を開始したが、この際に時間がなく、チェックリストの一部を読み飛ばしてしまった。
着陸できるか不安だった機長は視程が快復しない場合ゴーアラウンドするだろうと副操縦士に伝えたが、副操縦士はそれを無視し、着陸チェックリストを引き続き確認した。最終的に機長はゴーアラウンドを宣言するも、すぐに視程の快復を伝えられると一転着陸を継続することにした。この唐突な決定により、両パイロットは、着陸を急ぐためか、最終降下開始地点を通り過ぎた機体を強引にグライドスロープに戻そうとした。そのような方法は一般に知られていなかったが、機長は即興の操縦方法を使った。本来はここでゴーアラウンドするべきだった。

### 逆推力の作動
グライドスロープに機体を下ろすため、機長は推力を下げて速度を下げようとした。これは本来認可されていない方法だった。
前方への推力をプラスとすると、その最小が地上推力であり、そこからさらに推力レバーをマイナス方向に倒すと逆推力となる。逆推力は主に着陸時に滑走路で減速する際に用いられる。飛行中に展開すると激しい抗力を生み出しフライトを危険にさらすため、誤って展開されるのを防ぐために二次ストッパーが装備されている。
しかし、この二次ストッパーは、フォッカー 50の設計上の欠陥により無力化される場合があった。フォッカーは、ランディングギアの展開によりアンチスキッドシステムと電磁干渉が発生することがあり、この電磁干渉により二次ストッパーを制御する装置が誤作動して16秒間二次ストッパーが無効化されることを認めている。
ランディングギアを展開した後、着陸をなるべく早めるため、機長は急いで推力レバーを全力でマイナス方向に引いたが、この際電磁干渉が発生した結果、その16秒に入っており、二次ストッパーが無効化されていたため、逆推力が作動したのだ。これに気付いた両パイロットは、急降下する機体を立て直そうとするも、その甲斐なく9642便は墜落した。
フォッカーはこの不具合を1988年の時点で認識しており、その原因がアンチスキッドシステムの強化動作に起因するものであることも判明していた。しかしその確率は低いとして即座に是正する必要はないとした。1992年には、このような事案を防ぐためにアンチスキッドシステムを無償で更新することが発表された。フォッカー 50のうちいくつかはフォッカーに一時的に引き渡されこの更新を受けたが、この発表に強制力はなく、事故機は更新を受けていなかった。
2003年12月、AETは最終報告書を発布した。事故の原因は次の通りである。
この事故の直接の原因は、着陸およびゴーアラウンドの準備ができていないにもかかわらずパイロットが着陸許可を受け入れたことである。これによりパイロットは即興で行動し、その結果本来発生しないはずの推力レバーの安全ストッパーの無力化が発生、取り返しのつかない操縦不能状態に繋がった。—AET
また、フォッカーがフォッカー 50の運航者に出したアンチスキッドシステムの更新提案に強制力がなかったことも問題とされた。事故の2週間後、二次ストッパーの無効化問題が把握されたことで、関係者はアンチスキッドシステムの更新を必須とすることを決定した。AETは、フォッカーに対し、安全システムが無力化されることでフライトを危険にさらす可能性があるため、現在の機体の設計を見直すことを勧告した。

## その後
フォッカーは2003年にフォッカー 50のアンチスキッドシステムの更新を義務付けたが、更新は思うように進まず、9642便から1年半ほど後に未更新だった機体がキーシュ航空7170便墜落事故を起こし43人が死亡している。